# Ivan Hašek
Ivan Hašek (Městec Králové, 1963. szeptember 6. –) cseh válogatott labdarúgó, edző.
A csehszlovák válogatott tagjaként részt vett az 1990-es világbajnokságon.

## Statisztika
| Csehszlovák válogatott | Csehszlovák válogatott | Csehszlovák válogatott |
| Időszak                | Mérk.                  | gól                    |
| ---------------------- | ---------------------- | ---------------------- |
| 1984                   | 1                      | 0                      |
| 1985                   | 7                      | 0                      |
| 1986                   | 8                      | 0                      |
| 1987                   | 6                      | 1                      |
| 1988                   | 8                      | 1                      |
| 1989                   | 8                      | 0                      |
| 1990                   | 11                     | 1                      |
| 1991                   | 2                      | 1                      |
| 1992                   | 0                      | 0                      |
| 1993                   | 3                      | 1                      |
| Összesen               | 54                     | 5                      |
| Cseh válogatott        |                        |                        |
| Időszak                | Mérk.                  | gól                    |
| 1994                   | 1                      | 0                      |
| Összesen               | 1                      | 0                      |